# Чхеїдзе Нуца Платонівна
Ніна «Нуца» Платонівна Чхеїдзе (груз. ინო (ნუცა) პლატონის ასული ჩხეიძე; рос. Нина «Нуца» Платоновна Чхеидзе; 30 вересня 1881 — 14 серпня 1963) — радянська грузинська акторка.
Народилася в Кутаїсі. Її мати та сестри були акторками. Вона була вихованкою Ладо Алексі-Месхішвілі. Ніна Чхеїдзе стала першою трагічною акторкою в Грузії лише у 13 років, коли вперше вийшла на сцену. У 1894 році виконала роль маленької дівчинки Емми у виставі «Родина правопорушника», поставленої в Кутаїському театрі режисером Коте Месхі.
У 1925 році їй було присвоєно звання народної артистки Грузинської РСР.
Померла в Тбілісі, похована в Дідубійському пантеоні.

## Вибрана фільмографія
- 1930 — «Камера номер 79»
- 1937 — «Арсен»